# Nicholas Orme
Nicholas Orme (nascido em 1942) é um historiador britânico especializado na Idade Média e no período Tudor, com foco na história das crianças e na história eclesiástica, com interesse particular no sudoeste da Inglaterra.
Orme é professor emérito de história na Universidade de Exeter. Ele estudou no Magdalen College, Oxford, e trabalhou como professor visitante no Merton College, Oxford, St John's College, Oxford e na University of Arizona. Ele se aposentou em 31 de maio de 2007. e é um cônego da Igreja da Inglaterra.
Seu livro de 2021, Going to Church in Medieval England, foi selecionado para o Wolfson History Prize de 2022.

## Trabalhos selecionados
- (1973) English Schools in the Middle Ages, Routledge, ISBN 0-416-16080-8
- (1976) Education in the West of England, 1066–1548, University of Exeter Press, ISBN 0-85989-041-4
- (1980) The Minor Clergy of Exeter Cathedral: 1300–1548 – a list of the minor officers, vicars choral, annuellars, secondaries and choristers. University of Exeter Press ISBN 0-85989-175-5
- (1983) Early British Swimming, 55 B.C.–1719 A.D: with the first swimming treatise in English, 1595. University of Exeter Press ISBN 0-85989-134-8
- (1984) From Childhood to Chivalry: Education of the English Kings and Aristocracy, Routledge, ISBN 0-416-74830-9
- (1987) Exeter Cathedral as It Was, 1050–1550, Devon Books ISBN 0-86114-785-5
- (1988) Education in Early Tudor England: Magdalen College Oxford and Its School, 1480–1540, Magdalen College
- (1989) Education and Society in Mediaeval and Renaissance England, Hambledon Continuum, ISBN 1-85285-003-5
- (1989) Table Manners for Children, by John Lydgate; with translation and introduction by Nicholas Orme  ISBN 0-907596-17-7
- (1991) Unity and Variety: a History of the Church in Devon and Cornwall ISBN 0-85989-355-3
- (1996) English Church Dedications: With a Survey of Cornwall and Devon, University of Exeter Press ISBN 0-85989-516-5
- (2000) The Saints of Cornwall, Oxford University Press, ISBN 0-19-820765-4
- (2001) Medieval Children, New Haven: Yale University Press ISBN 0-300-08541-9
- (2006) Medieval Schools: From Roman Britain to Tudor England, New Haven: Yale University Press, ISBN 0-300-11102-9
- (2006) 'School founders and patrons in England, 597–1560' in Oxford Dictionary of National Biography
- (2007) Cornwall and the Cross. Chichester: Phillimore
- (2007) The Victoria History of the County of Cornwall: Religious History to 1559 v. 2, ISBN 1-904356-12-5[5]
- (2009) Exeter Cathedral: The First Thousand Years, c. 400–1550, Impress Books, ISBN 978-0-9556239-8-1.
- (2014) The Churches of Medieval Exeter, Impress Books, ISBN 9781907605512.
- (2021) Going to Church in Medieval England, Yale University Press, ISBN 978-0300256505